# Aeródromo Viña San Pedro
El Aeródromo Viña San Pedro (OACI: SCMV) es un terminal aéreo ubicado 6 kilómetros al oeste de Molina, Provincia de Curicó, Región del Maule, Chile. Es de propiedad privada.